# Leo McKern
Reginald "Leo" McKern AO (Sydney, 16 maart 1920 - Bath, 23 juli 2002) was een Australisch acteur die in vele Amerikaanse, Australische en Britse films en series verscheen. McKern is benoemd tot Officier in de Orde van Australië.

## Filmografie
McKern heeft in veel films, series en documentaires meegespeeld. Onderstaande lijst is chronologisch gerangschikt van oud naar recent.
- 1951: Murder in the Cathedral - Third Knight
- 1952: The March of the Peasants (serie) - Josh Grobber
- 1955: The Adventures of Robin Hood (serie) - Herbert of Doncaster / Sir Roger de Lisle
- 1955: All for Mary - Gaston Nikopopoulos
- 1956: X the Unknown - Insp. 'Mac' McGill
- 1957: Time Without Pity - Robert Stanford
- 1957: Assignment Foreign Legion (serie) - Sergeant Campeau
- 1957: Confess, Killer - Lt. Kolski
- 1957: Hour of Mystery (serie) - Lt. Kolski
- 1957: The Widows of Jaffa - Eddie
- 1957: Anna Christie - Chris Christopherson
- 1957: The Critical Point - Dr. Andrew Mortimer
- 1957: Flight of the Dove - Joe Stringer
- 1958: A Tale of Two Cities - Attorney General Old Bailey
- 1956-1958: BBC Sunday-Night Theatre (serie) - Kostylyov / Zdarov
- 1959: Web of Evidence - McEvoy
- 1959: Yesterday's Enemy - Max
- 1959: The Mouse That Roared - Benter
- 1959: The Running Jumping & Standing Still Film - Man Met Bokshandschoen
- 1959: Theatre Night (serie) - Leon Rollo
- 1960: Scent of Mystery - Tommy Kennedy
- 1960: Jazz Boat - Inspecteur
- 1960: Noah - Noah
- 1960: Saturday Playhouse (serie) - Sheridan Whiteside
- 1961: I Like Money - Muche
- 1957-1961: ITV Play of the Week (serie) - Grogan
- 1959-1961: Armchair Theatre (serie) - Jerry / Charles Warren / Sam Arlen
- 1961: Sykes and A... (serie) - Tommy Grando
- 1957-1961: ITV Television Playhouse (serie) - Doctor / Linus Hobbs / Canoris / Chris Christopherson
- 1961: The Day the Earth Caught Fire - Bill Maguire
- 1962: Drama 61-67 (serie) - Billy Driscoll
- 1962: Leading the Blind - Stan Arkwright
- 1962: The Amazing Dr. Clitterhouse - Dr. Clitterhouse
- 1962: Lisa - Brandt
- 1963: Doctor in Distress - Harry Heilbronn
- 1963: Walt Disney's Wonderful World of Color (serie) - Roublot
- 1964: Children of the Damned - Inspecteur
- 1964: Agent 8 3/4 - Simoneva
- 1964: They All Died Laughing - Professor Kerris Bowles-Ottery
- 1964: Festival (serie) - Galileo
- 1964: King & Country - Captain O'Sullivan
- 1965: Tea Party - Disson
- 1965: The Amorous Adventures of Moll Flanders - Squint
- 1965: Help! - Clang
- 1965: Love Story (serie) - Theo Sandman
- 1965-1966: Sunday Night (documentaire) - Socrates
- 1968: Assignment K - Smith
- 1968: The Shoes of the Fisherman - Cardinal Leone
- 1968: Nobody Runs Forever - Flannery
- 1968: Decline and Fall... of a Birdwatcher - Captain Grimes
- 1966: Alice in Wonderland - Duchess
- 1966: A Man for All Seasons - Cromwell
- 1964: Tempo (serie) - Onbekend
- 1966: Latew London (serie) - Zichzelf
- 1967-1968: The Prisoner (serie) - Number Two
- 1968: Contrasts (serie) - Narrator
- 1969: Bird's-Eye View (documentaire) - Verteller
- 1970: Film Night (serie) - Zichzelf
- 1970: Ryan's Daughter - Thomas Ryan
- 1972: Snow, Sand and Savages: The Life of Frank Hurley (documentaire) - Verteller
- 1972: The Man Who Shot the Albatross - Bligh
- 1973: BBC Play of the Month (serie) - Azdak
- 1973: ITV Sunday Night Theatre (serie) - Leo
- 1973: Massacre in Rome - Gen. Kurt Maelzer
- 1974: 2nd House (serie) - Zichzelf
- 1975-1981: Play for Today (serie) - Sir Frederick Carlion / Horace Rumpole
- 1975: Churchill's People (serie) - King Penda
- 1975: Shades of Greene (serie) - Henry
- 1975: The Adventure of Sherlock Holmes' Smarter Brother - Moriarty
- 1976: Space: 1999 (serie) - Companion Gwent
- 1976: Our Mutual Friend (serie) - Mr. Boffin
- 1976: The Omen - Carl Bugenhagen
- 1976: Arena (documentaire) - Zichzelf
- 1977: Drama (serie) - Estragon
- 1977: The Savage - Stem van Gauguin
- 1977: Candleshoe - Bundage
- 1978: Damien: Omen II - Carl Bugenhagen
- 1978: The Nativity - Herod
- 1978: Omnibus (documentaire) - Paul Gauguin
- 1979: The House on Garibaldi Street - David Ben-Gurion
- 1979: The Lion, the Witch & the Wardrobe - Stem van de professor
- 1979: Lieutenant Kije - Stem van de Tsar
- 1979: Now You're Talking (documentaire) - Verteller
- 1978-1992: Rumpole of the Bailey (serie) - Horace Rumpole
- 1980: The Blue Lagoon - Paddy Button
- 1981: The Comet Is Coming! - Stem van de komeet
- 1981: The French Lieutenant's Woman - Dr. Grogan
- 1968: The Shoes of the Fisherman (documentaire) - Zichzelf
- 1982: ITV Playhouse (serie) - Edwin Coote
- 1983: King Lear - Gloucester
- 1983: Reilly: Ace of Spies (serie) - Zaharov
- 1984: The Chain - Thomas
- 1984: The Voyage of Bounty's Child (documentaire) - Verteller
- 1985: Ladyhawke - Imperius
- 1985: Murder with Mirrors - Inspector Curry
- 1987: Travelling North - Frank
- 1987: Great Performances (serie) - Sancho Zancas
- 1988: Theatre Night (serie) - Halvard Solness
- 1978: The Last Tasmanian (documentaire) - Verteller
- 1990: The Prisoner Video Companion (documentaire) - Zichzelf (archief)
- 1991: Robin Hood: The Movie - Sir Roger De Lisle (archief)
- 1993: Screen One (serie) - Cyril
- 1994: Good King Wenceslas - Duke Phillip
- 1995: Dad and Dave: On Our Selection - Dad Rudd
- 1995: The Celluloid Heroes - Zichzelf (archief)
- 1996: Circles of Deceit: Sleeping Dogs - Alexander Petrov
- 1999: Federation (documentaire) - Henry Parkes
- 1999: Molokai - bisschop Maigret
- 1999: 60 Minutes (serie) - Zichzelf (archief)
- 1990: Horizon (documentaire) - Verteller
- 1990: Some of Our Airmen Are No Longer Missing (documentaire) - Verteller
- 2001: Rumpole of the Bailey (serie) - Horace Rumpole (archief)
- 2002: RIP 2002 (serie) - Zichzelf (archief)
- 2003: The 75th Annual Academy Awards (serie) - Zichzelf (archief)
- 2003: Heroes of Comedy (serie) - Zichzelf (archief)
- 2007: Don't Knock Yourself Out (documentaire) - Zichzelf (archief)

- Biblioteca Nacional de España: XX1319902
- Bibliothèque nationale de France: cb140220358 (data)
- Gemeinsame Normdatei: 139402691
- International Standard Name Identifier: 0000 0000 8186 584X
- Library of Congress Control Number: n84189915
- MusicBrainz: 901b2630-93d7-4522-92f0-1b7d7c0704af
- Nationale Bibliotheek van Israël: 987007428759005171
- Nederlandse Thesaurus van Auteursnamen: 074664859
- SNAC: w6bk97gc
- Système universitaire de documentation: 079703674
- Trove: 488906
- Virtual International Authority File: 117438931
- WorldCat: E39PBJfcM84MKKtPRF39fjvWDq